# آندره سیمونیی
آندره سیمونیی (انگلیسی: André Simonyi; ۳۱ مارس ۱۹۱۴ – ۱۷ ژوئیهٔ ۲۰۰۲) بازیکن و مربی فوتبال اهل فرانسه بود.
از باشگاه‌هایی که در آن بازی کرده‌است می‌توان به باشگاه فوتبال رن، و باشگاه فوتبال سوشو، باشگاه فوتبال آنژه، باشگاه فوتبال اسپورتینگ کوویلیا، باشگاه فوتبال لیل، باشگاه فوتبال رن، و باشگاه فوتبال اسپورتینگ کوویلیا اشاره کرد.
وی همچنین در تیم ملی فوتبال فرانسه بازی کرده‌است.